# Luca Ivanković
Luca Ivanković, née le 26 septembre 1987 à Split, dans la République socialiste de Croatie, est une joueuse croate de basket-ball. Elle évolue au poste de pivot.

## Biographie
En août 2013, elle quitte Šibenik après six saisons au club (21,5 points et 10,2 rebonds en 2012-2013) pour rejoindre le club croate de ŽKK Novi Zagreb et disputer de nouveau l'Euroligue. À l'été 2013, ses statistiques en équipe nationale sont de 2,8 points et 2,3 rebonds.
Après sept années en Croatie (13,1 points et 11,1 rebonds en Euroligue et 17,8 points et 10,8 rebonds en championnat avec le ŽKK Novi Zagreb), elle signe à l'été 2014 avec le promu turc Edirnespor.

## Clubs
- 2005-2006 :  ZKK Montmontaza
- 2006-2013 :  ŽKK Šibenik Jolly JBS
- 2013-2014 :  ŽKK Novi Zagreb
- 2014- :  Edirnespor